# Sint-Margarethakerk (Ittervoort)

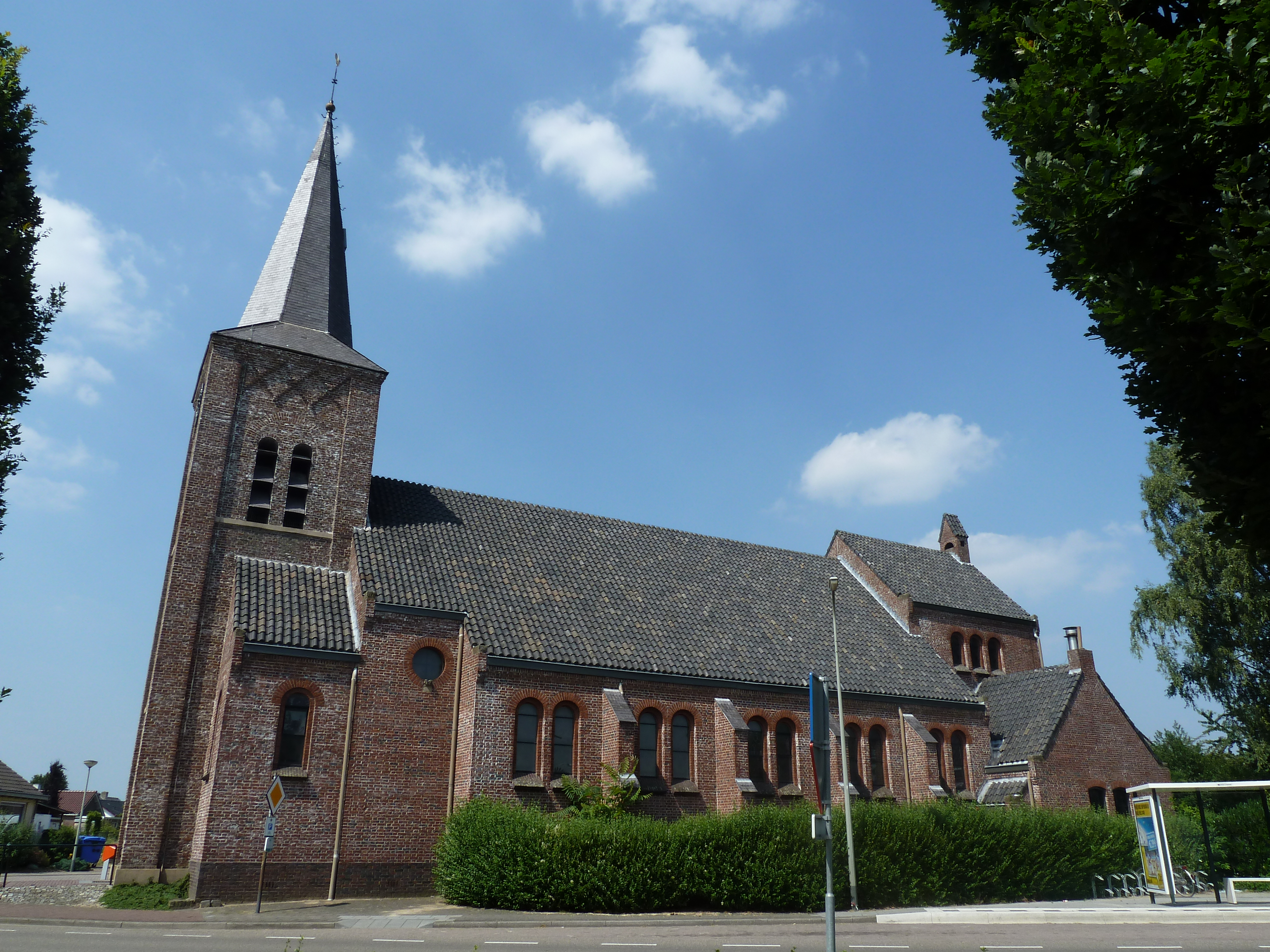
Sint-Margarethakerk

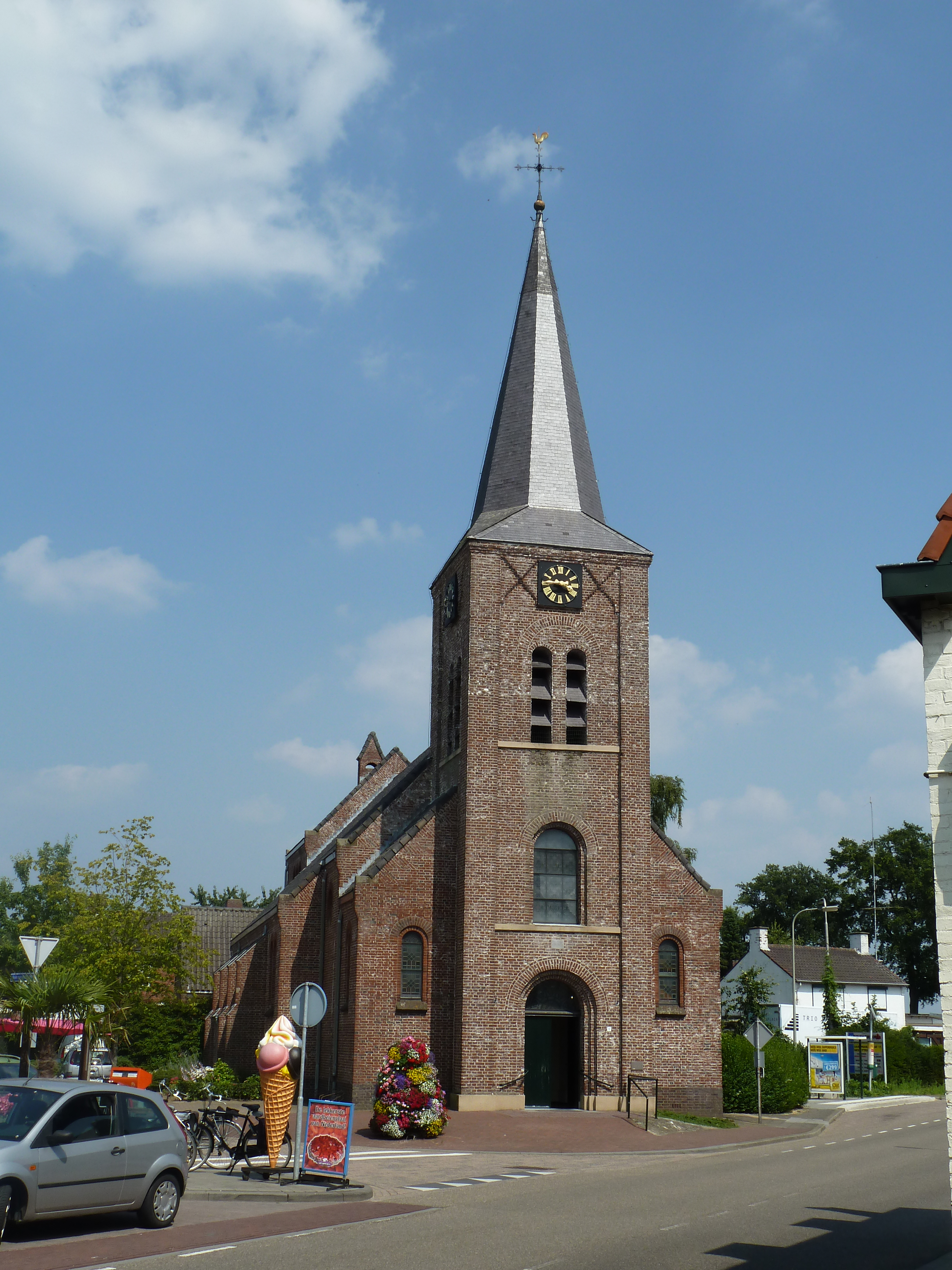

De Sint-Margarethakerk (ook: Sint-Margaritakerk) is de parochiekerk van Ittervoort, gelegen aan Margarethastraat 4 in de Nederlandse gemeente Leudal. De kerk is gewijd aan Sint-Margaretha.

## Geschiedenis
Ooit stond op deze plaats een middeleeuwse kerk, maar deze werd van 1844-1846 vervangen door een waterstaatskerk. In 1894 werd de bakstenen toren gebouwd. De huidige kerk is van 1935 en werd ontworpen door Joseph Franssen. De toren van 1894 bleef daarbij behouden.

## Gebouw
Het betreft een relatief laag eenbeukig bakstenen gebouw met steunberen en rondbogige vensters. De kerk heeft een verhoogd koor. De toren is halfingebouwd en wordt gedekt door een ingesnoerde naaldspits.
Het interieur omvat twee altaren met ornamenten in Lodewijk XIV-stijl. De preekstoel is van 1684 en heeft panelen in houtsnijwerk die Christus en de evangelisten voorstellen. Deze preekstoel is afkomstig uit de kerk van Heijen. Van omstreeks 1500 is een kruisbeeld dat wordt toegeschreven aan de Meester van Elsloo. De toren bevat een klok uit 1472 die gegoten werd door J. van Venrai.
Het orgel werd in 1958 geplaatst. Dit stamt uit 1760 en werd oorspronkelijk gebouwd door Pieter van Assendelft.
De kerk met de genoemde stukken uit de inventaris zijn geklasseerd als rijksmonument.